# Elivélton
Elivélton (født 31. juli 1971) er en tidligere brasiliansk fodboldspiller.

## Brasiliens fodboldlandshold
| Brasiliens landshold | Brasiliens landshold | Brasiliens landshold |
| År                   | Kmp                  | Mål                  |
| -------------------- | -------------------- | -------------------- |
| 1991                 | 2                    | 1                    |
| 1992                 | 3                    | 0                    |
| 1993                 | 8                    | 0                    |
| Total                | 13                   | 1                    |